# Kościół Matki Bożej Pięknej Miłości w Proszówkach
Kościół Matki Bożej Pięknej Miłości w Proszówkach – rzymskokatolicki kościół parafialny znajdujący się w Proszówkach w powiecie bocheńskim województwa małopolskiego.

## Historia kościoła
Prace nad powstaniem kościoła w Proszówkach rozpoczęły się w 2011 roku. Na placu, znajdującym się na przysiółku Rajszula, na którym niegdyś było kółko rolnicze, parafia Krzyżanowice posiadała 56 arów działki. Ks. Stanisław Kania, oddelegowany do budowy wikariusz z Krzyżanowic, postarał się o dokupienie jeszcze 27 arów pod kościół i plebanię. Biskup tarnowski Andrzej Jeż 28 września 2013 poświęcił plac pod budowę kościoła, a 2 listopada 2014 pobłogosławił kamień węgielny z klasztoru jasnogórskiego i bazyliki bocheńskiej. 2 września 2018 bp Andrzej Jeż poświęcił kościół i erygował parafię Matki Bożej Pięknej Miłości.
Kościół został zbudowany według projektu arch. Elżbiety Langer. W prezbiterium znajduje się figura Matki Bożej Pięknej Miłości z Dzieciątkiem na ramieniu i złotą różą w drugiej ręce. W bocznych ołtarzach znajdują się obrazy Jezusa Miłosiernego i św. Józefa. Boczna kaplica poświęcona jest św. o. Pio. Wyposażenie kościoła, tj. ołtarz, ławki, chrzcielnica, a także organy (pobłogosławienia organów dokonał bp Leszek Leszkiewicz 9 października 2016), pochodzi z zamkniętego filialnego kościoła św. Marcina w Osterode w Niemczech.